# The Knot
The Knot is een Chinees-Taiwanees romantisch filmdrama uit 2006 dat zich voor belangrijk een deel afspeelt in de Tibetaanse Himalaya.

## Verhaal
Chen Qiushui is leraar Engels in Taiwan en zijn geliefde is Wang Biyun. Chen verlaat haar en Taiwan echter met linkse idealen en strijdt mee voor een nieuw China in de Koreaanse Oorlog en werkt vervolgens in Tibet waar hij de naam Xu Xiuyun aanneemt. Hij kan Wang niet vergeten en zijn nieuwe geliefde met de naam Wang Jindi verandert zelfs haar naam in Wan Biyun om zijn liefde te winnen. Chen trouwt met haar en komt op een gegeven moment om in een lawine.
De echte Wang Biyun leeft zestig jaar na dato in New York en kan Chen niet vergeten. Ze onderzoekt wat er gebeurd is met Chen en zendt haar geadopteerde dochter naar Tibet om het uit te vinden.

## Rolverdeling
| Acteur         | Personage                  | Opmerkingen      |
| -------------- | -------------------------- | ---------------- |
| Kun Chen       | Chen Qiushui / Chen Kunlun |                  |
| Steven Cheung  | Xue Zifu                   |                  |
| Han Chin       | Doctor Wang                |                  |
| Athena Chu     | Mrs. Wang                  | als Zhuyin       |
| Ah Lei Gua     | Wang Biyun                 | op oude leeftijd |
| Vivian Hsu     | Wang Biyun                 |                  |
| Isabella Leong | Xiao-rui                   |                  |
| Bingbing Li    | Wang Jindi                 |                  |
| Kuei-Mei Yang  | Xu Feng-liang              |                  |

## Prijzen en nominaties
| Jaar | Prijs                         | Categorie              | Genomineerde(n) | Resultaat   |
| ---- | ----------------------------- | ---------------------- | --------------- | ----------- |
| 2007 | Beijing Student Film Festival | Jury Award             | Beste film      | Gewonnen    |
| 2007 | Beijing Student Film Festival | Student's Choice Award | Kun Chen        | Gewonnen    |
| 2007 | Golden Rooster Award          | Beste regisseur        | Li Yin          | Gewonnen    |
| 2007 | Golden Rooster Award          | Beste film             | Li Yin          | Gewonnen    |
| 2007 | Golden Rooster Award          | Beste geluid           | Chunyu Zheng    | Gewonnen    |
| 2007 | Golden Rooster Award          | Beste acteur           | Kun Chen        | Genomineerd |
| 2007 | Golden Rooster Award          | Beste artdirector      | Yue-lin Lu      | Genomineerd |
| 2007 | Golden Rooster Award          | Beste cinematografie   | Xiaole Wang     | Genomineerd |
| 2007 | Golden Rooster Award          | Beste muziek           | Ye Zou          | Genomineerd |
| 2007 | Huabiao Film Award            | Beste acteur           | Kun Chen        | Gewonnen    |
| 2007 | Huabiao Film Award            | Beste regisseur        | Li Yin          | Gewonnen    |
| 2007 | Huabiao Film Award            | Beste film             | Li Yin          | Gewonnen    |
| 2007 | Huabiao Film Award            | Beste script           | Heng Liu        | Gewonnen    |
| 2007 | Golden Goblet                 | Special Award          | Li Yin          | Gewonnen    |